# Баргала
Баргала (на гръцки: Βάργαλα; на македонска литературна норма: Баргала) е късноантичен и средновековен източноримски град, разположен на 20 km северно от днешния град Щип в Република Македония.

## История на проучванията
Баргала е разположен в близост до Горни Козяк, край Козячката река, в подножието на планината Плачковица. Името Баргала е от тракийски произход. Изследванията на този обект започват през 1942 година и се свързват с името на Иван Венедиков, който пръв локализира точното му местоположение. През 1966 година те са подновени под ръководството на Блага Алексова. През седемдесетте години на XX век на мястото работи югославско-американска експедиция и тогава е разкрита епископската базилика. По-късно са извършени допълнителни разкопки на Баргала под ръководството на Института за защита на паметниците на културата и музей в Щип. Изследвана е само една десета от целия обект, защото той заема площ от около пет декара.

## История на града
Античният град Баргала се споменава в един латински надпис от 371 година, открит през 1942 година, който представлява паметна плоча за изграждането на градската порта от Антоний Алипий, управител на провинцията. Плочата е намерена в местността Ханче, от лявата страна на река Брегалница, на територията на община Карбинци. Този археологически паметник дава данни за това къде се е намирал градът, както и за границата на Македония с Тракия и Дакия.
Към края на IV век, градът служи като късноримски военен лагер (каструм), който е построен като крепост на граничния пояс между провинциите Вътрешна Дакия и Втора Македония. По-късно градът е разрушен, а жителите изграждат нов град край Козячката река в близост до Горни Козяк. След загубата на стратегическото си значение, Баргала става епископски град. Известни са имената на двама епископи: Дарданий, който взима участие в Халкидонския събор в 451 година и Ермия, чието име е изписано на капител от руините на базиликата в Баргала. В V и VI век, и особено по времето на Юстиниан I (527 – 565), градът достига своя разцвет, но в края на VI век, многократно, пострадва от аварско-славянските нашествия. Градът не е бил напълно изоставен, но продължава да съществува като неурбанизирано селище.
През Средновековието се оформя ново селище, част от което е църквата „Свети Георги“, построена в края на втората половина на IX век. Около църквата е открит некропол, който съществува от VII век.

## Обекти
Градът е с неправилна правоъгълна стена с размери 280 х 185 x 150 m и площ 4,7 ha. Ориентацията му е северозапад-югоизток. Големите и яки каменни стени, с ширина 2,30 m, са подсилени с 20 четириъгълни кули, а вътре имало помещения за войниците и конете. Главният двоен вход се намира почти в средата на западната кула.

### Баргалска епископска базилика
В северозападния ъгъл на крепостта е открита почти изцяло епископската базилика и дворът ѝ, в който има баптистерий с мозайки. Мозайки има и в пространството на банята. По-късно са открити цистерна за вода и две бани – късноантична голяма и малка баня. Голямата баня е разположена между двора на Епископската базилика и северозападната градски кула. Това е добре запазен сложен обект с отделни помещения, взаимно функционално свързани. Освен това са открити и части от стопански и жилищни сгради.
Епископската базилика е построена в края на IV век, а през V-VI век е обновена изцяло. Тя представлява стандартна раннохристиянска сграда от Балканския полуостров и Средиземноморието. От архитектурна гледна точка тя представлява трикорабна базилика с полукръгла апсида отвътре и отвън и с вътрешен нартекс и екзонартекс. От вътрешността на базиликата, особено впечатляващи са подовете покрити с каменни плочи, освен северният – покрит с полихромна мозайка. Най-хубав е подът на пресвитерия, който е бил покрит с бели и сиви плочи в opus sectile. Обектът изобилства с богата архитектурно-декоративна пластика, сред която особено се открояват мраморните капители, украсени с глави на лъвове и листа от лозя, както и няколко парапетни плочи. На един капител на входния трибелон в екзонартекса е намерен надпис: „Христе, помогни на своя роб, епископ Ермия“.

### Баргалска базилика извън стените
В близост до градските укрепления на Баргала, западно от тях, през 1984 г. е открита раннохристиянска църква от края на IV век. Това е extra muros базилика, трикорабна, с издадена апсида, с нартекс и екзонартекс и с под, покрит с каменни плочи, които са луксозно орнаментирани.
В северната част на града е имало винарна.